# 戈斯興灣
戈斯興灣是一座位於挪威西南方索肯達爾市镇的海灣。
該海灣為人所知的是1940年2月16日，二次大戰的阿爾特馬克號事件爆發於此地。英軍的驅逐艦哥薩克號 成功從補給艦阿爾特馬克號救出被袖珍戰艦施佩伯爵將軍號裝甲艦所俘的英國士兵。
二戰期間，戈斯興這個詞對挪威人來講，變成愛國者之意，而相對於吉斯林（叛國者）。此詞之出乃是個諷刺：挪威傀儡政府試圖藉由意旨戈斯興為反納粹，來消除他們的暱稱吉斯林。但這項嘗試失敗了。
因此，著名的非法挪威報紙從此事件中得到了名字：戈斯興郵報。

## 外部連結
- 戈斯興灣的3D衛星影像現況圖
- Google地圖中，戈斯興灣的3D衛星影像